# Alain Decaux
Pour les articles homonymes, voir Decaux.
Alain Decaux, né le 23 juillet 1925 à Lille et mort le 27 mars 2016 à Paris, est un journaliste, essayiste, biographe, scénariste, homme de radio et de télévision français.
Membre de l'Académie française, il a occupé le devant de la scène médiatique pendant près d'un demi-siècle avec ses émissions de vulgarisation historique et ses nombreuses publications. Il est considéré comme l'un des pionniers des programmes d'histoire dans les médias.

## Biographie

### Famille et études
Originaire du Nord de la France, Alain Decaux est le fils de Francis Decaux (1888-1958), avocat, et de Louise Tiprez (1896-1983). Son grand-père, Henri Decaux, instituteur, donnera à Alain Decaux sa vision de l'Histoire de France comme celle de la construction d'un « roman national » qui mythifie le passé.
Enfant, il va à l'école à Wattignies ; ensuite, il étudie à Lille au lycée Faidherbe, puis à Paris au lycée Janson-de-Sailly et à la faculté de droit. Influencé par les romans d'Alexandre Dumas qu'il a dévorés et la Petite histoire de G. Lenotre, il s'intéresse dès l'adolescence à l'histoire. Par la suite, il entame des études de droit puis s'oriente vers le journalisme de presse écrite. Il suit quelques cours d'histoire en auditeur libre à la Sorbonne après la Libération, notamment sur la Révolution française.
Dès l'âge de 13 ans, il voue une grande admiration à Sacha Guitry et fait sa connaissance après lui avoir demandé l'autorisation de jouer une de ses pièces de théâtre avec ses camarades. En 1944, alors qu'il est mobilisé comme secouriste aux Équipes nationales, Alain Decaux apprend l'arrestation du « maître » et s'arrange pour faire partie des militaires chargés de garder la maison de ce dernier, située au 18, avenue Élisée-Reclus à Paris. En souvenir de ce geste, Guitry invita Decaux à revenir régulièrement, ce que Decaux fit quotidiennement durant plusieurs années, jusqu'au moment de la rencontre de Guitry avec Lana Marconi. Celle-ci lui offrit l'émeraude que le maître portait et qui orna par la suite la poignée de son épée d'académicien.

### Carrière
Journaliste en 1944, il publie ses premiers articles en 1946. Passionné d’énigmes historiques non résolues, il publie son premier ouvrage d'histoire à 22 ans. Son premier livre édité en 1947, Louis XVII retrouvé, soutient la thèse survivantiste — ou naundorffiste —, qui perd par la suite tout crédit chez les historiens. Il rencontre à cette occasion André Castelot qui vient d'écrire un livre sur le même sujet. Son deuxième livre Letizia : Napoléon et sa mère est récompensé par le prix d'histoire de l'Académie française.
Le 18 octobre 1951, il crée pour la radio Paris-Inter La Tribune de l'Histoire, avec André Castelot et Jean-Claude Colin-Simard, remplacé en 1963 par Jean-François Chiappe. Le programme est diffusé jusqu'en juin 1997 sur France Inter. C'est un grand succès populaire qui dure 46 ans sur les ondes de la radio. Avant 1951, la voix et le visage d'Alain Decaux sont inconnus du grand public, il a su s'imposer rapidement grâce à son charisme et son talent de conteur. Il souhaite rendre l'histoire accessible au plus grand nombre et communiquer sa passion de l'histoire par le biais de la radio. Cela représente un média moderne et très populaire en 1950, tout à fait compatible avec l'évocation du passé.
En 1957, pour la télévision, avec Stellio Lorenzi et André Castelot, il crée la série historique La caméra explore le temps, pour RTF Télévision, devenue la première chaîne de l'ORTF. Les 39 épisodes de la série sont diffusés du 14 septembre 1957 au 29 mars 1966.
Il fonde en 1960 la revue L'Histoire pour tous et devient directeur d'Historia-Magazine de 1969 à 1971. Il collabore aussi à Miroir de l'histoire, Les Nouvelles littéraires.
En 1966, il coécrit avec Bernard Borderie et Francis Cosne (en) le scénario du film Angélique et le Roy réalisé par Bernard Borderie et adapté du roman d'Anne et Serge Golon.
Connu pour ses talents de conteur et d'« historien populaire »,, il crée en 1969, pour l'Office de radiodiffusion-télévision française (ORTF), l'émission Alain Decaux raconte, diffusée sur la deuxième chaîne de l'ORTF puis sur Antenne 2. Chaque mois, entre le 10 juillet 1969 et le 13 juillet 1987 (durant quinze minutes, puis trente minutes en 1970 et enfin pendant quarante-cinq minutes à partir de 1971) il traite en direct d’un personnage ou d’un événement de l’Histoire. Cette émission forge le style Decaux : avec ses lunettes d'écaille carrées et ses costumes sobres, il « parle assis, se lève pour présenter des cartes, des photos, des croquis ». Son travail de vulgarisateur permet « à une génération entière de se réapproprier des personnages et des événements, pas toujours faciles, grâce à sa faconde et à son sens de la dramaturgie. De façon simpliste et biaisée pour certains, qui lui ont reproché de donner dans la facilité, parfois, l'inexactitude en mettant plus en avant le roman national et ses grands hommes que l'exégèse du métier ».
En 1974, il signe l'« appel de chrétiens pour la libération de tous les hommes », en faveur de la candidature de François Mitterrand à l'élection présidentielle.
Parallèlement, il poursuit l'écriture d'ouvrages historiques, de pièces de théâtre et de films. Il est élu à l'Académie française le 15 février 1979, le même jour qu'Henri Gouhier. Il succède à Jean Guéhenno au 9e fauteuil. Il est reçu sous la coupole en 1980 par André Roussin. Il reçoit Bertrand Poirot-Delpech en 1987 et Max Gallo en 2008.
Du 28 juin 1988 au 16 mai 1991, sous la présidence de François Mitterrand, il est ministre délégué, dans le deuxième gouvernement Rocard, auprès du ministre d'État et des Affaires étrangères, chargé de la Francophonie. Lorsqu'il présente sa démission au président, celui-ci s'en émeut : « - C'est politique ? -Non Monsieur le Président, c'est parce que je ne peux pas me passer d'écrire. -Bon, mais vous restez de gauche ? - Oui, monsieur le Président. - Bien, quel courant ? -La gauche hugolienne ».
De 1998 à 2009, il présidera le collège des conservateurs du domaine de Chantilly.
En 1999, la fondation de Lille crée le prix Alain-Decaux de la francophonie qui se déroule tous les deux ans et récompense des nouvelles d'écrivains francophones. Alain Decaux en est le parrain à partir de 2003.
En 2005, il est avec Frédéric Beigbeder, Mohamed Kacimi, Richard Millet, Daniel Rondeau et Jean-Pierre Thiollet, l'un des participants du Salon du livre de Beyrouth et contribue au renouveau de cette manifestation.
Le 1er juin 2010, il reçoit, dans l'enceinte de l'UNESCO, le 34e prix de la fondation Pierre-Lafue pour l'ensemble de son œuvre.
Il est membre du comité d'honneur du Mouvement contre le racisme et pour l'amitié entre les peuples (MRAP), président-fondateur de la Société des amis d’Alexandre Dumas (SAAD) et membre étranger de l'Académie roumaine.
Il est membre de l'Académie Alphonse-Allais.

### Vie personnelle
Il épouse en premières noces, en 1957, Madeleine Parisy, puis se remarie, en 1983, avec Micheline Pelletier, journaliste et photographe, proche d'Anne Sinclair,. Il a deux filles et un fils : Laurent Decaux.
De confession catholique, il se réclame de la « gauche Victor Hugo ».

### Mort

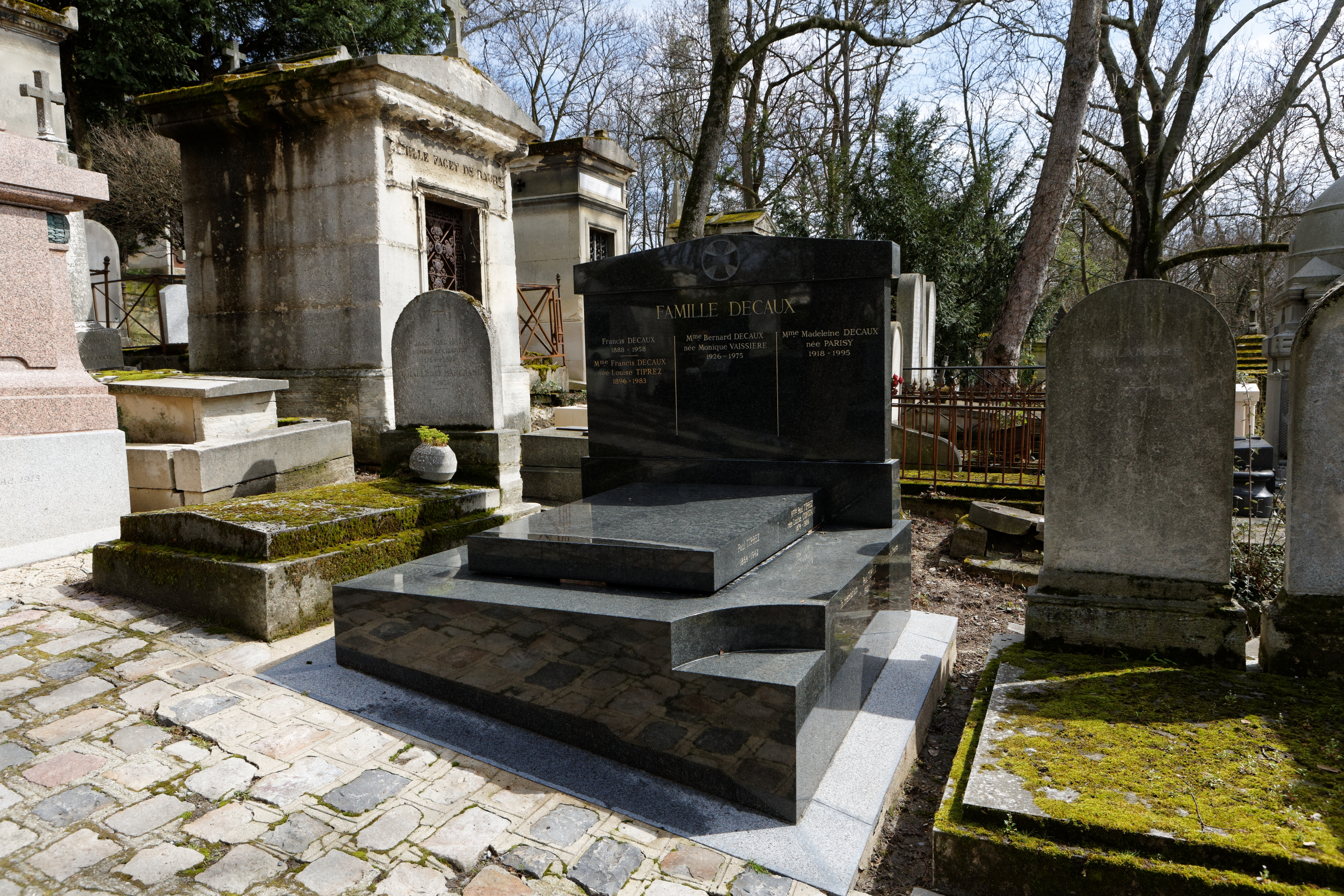
Tombe au cimetière du Père-Lachaise.

Il meurt le 27 mars 2016, jour de Pâques, à l'âge de 90 ans, à l'hôpital européen Georges-Pompidou (HEGP), dans le 15e arrondissement parisien. Ses funérailles sont célébrées le 4 avril suivant en la cathédrale Saint-Louis-des-Invalides. Son éloge funèbre est prononcé par le président François Hollande. Il est ensuite inhumé dans la tombe familiale au cimetière du Père-Lachaise (10e division).

## Décorations

### France
- Grand-croix de la Légion d'honneur (2014)[21] ; grand officier (2000) ; commandeur (1991)[22].
- Grand-croix de l'ordre national du Mérite (2004)[23] ; grand officier (1998).
- Commandeur de l'ordre des Arts et des Lettres[24].

### Étranger
- Grand officier de l'ordre de l'Infant Dom Henri (Portugal)[24].
- Grand officier de l'ordre national du Lion du Sénégal[24].
- Officier de l'ordre du Mono (Togo, 1990)[25].
- Officier de l'ordre de la Valeur (Cameroun)[réf. nécessaire].

## Œuvres

### Histoire
- 1947 : Louis XVII retrouvé, L'Élan
- 1949 : Letizia : Napoléon et sa mère, SFELT, puis Librairie académique Perrin

- Prix Montyon 1950 de l’Académie française
- 1952 :
  - La Conspiration du général Malet, Librairie académique Perrin
  - La Médaille militaire, Perrin
- 1953 : La Castiglione : Dame de Cœur de l'Europe, Amiot et Dumont Réédité en 1964 à la Librairie académique Perrin et, en 1967, à la Bibliothèque du Club de la Femme.
- 1954 :
  - De l’Atlantide à Mayerling, Perrin
  - La Belle histoire de Versailles, Éditions Amiot-Dumont, coll. « Toute la ville en parle », 1954; réédition Le club du livre, 1954; réédition Éditions Rombaldi, 1962; réédition Presses de la cité , coll. « Presses Pocket », 1973; réédition Perrin, 2000
- 1957 : Cet autre Aiglon, le Prince impérial, Perrin
- 1958 : L'Empire, l'amour et l'argent, Perrin
- 1961 :
  - Les Grandes Heures des châteaux de France (en collaboration avec J.-F. Chiappe)
  - L'énigme Anastasia, La Palatine
- 1964 : Les Heures brillantes de la Côte d'Azur, Librairie académique Perrin, réédité en livre de poche chez Presses Pocket en 1969, no 708
- 1966 :
  - Grands secrets, grandes énigmes, Perrin
  - Offenbach, roi du second empire, Perrin
- 1967 : Nouveaux dossiers secrets de l'Histoire
- 1968 :
  - Les Rosenberg ne doivent pas mourir, Perrin
  - Grandes aventures de l'Histoire, Perrin
- 1969 : Le Livre de la famille impériale, Perrin
- 1971 : Dumas le magnifique
- 1972 : Histoire des Françaises, Perrin
- 1977 : Le Face à Face de l'Histoire, Perrin
- 1979 : Danton et Robespierre (en collaboration avec S. Lorenzi et G. Soria)
- 1981 :
  - Dictionnaire d'histoire de France, Librairie académique Perrin
  - La France, 48 lithographies originales par Urbain Huchet et Rolf Rafflewski, 250 exemplaires numérotés, Éditions des maîtres contemporains, Robert Mouret
- 1984 : Victor Hugo, Perrin
- 1986 : Les Assassins, Perrin
- 1987 :
  - Destin fabuleux, Perrin
  - La Curieuse histoire du Vésinet préface du livre de Georges Poisson, réédité en 1998
  - Alain Decaux raconte l'Histoire de France aux enfants, Librairie académique Perrin (réédité en 1995)
- 1988 : Alain Decaux raconte la Révolution française aux enfants, Perrin (réédité en 2001)
- 1991 :
  - Alain Decaux raconte Jésus aux enfants, Perrin (réédité en 1997)
  - Jésus était son nom
- 1992 : Le Tapis rouge, Perrin (livre de souvenirs)
- 1993 : Mille neuf cent quarante quatre, Perrin
- 1994 : Nouvelles histoires extraordinaires
- 1996 :
  - Alain Decaux raconte la Bible aux enfants, Perrin
  - L'Abdication, Perrin,
- 1996-1999 : C'était le XXe siècle (4 tomes), Librairie académique Perrin et Pocket

1. 1996 : De la Belle Époque aux Années folles
2. 1997 : La Course à l'abîme
3. 1998 : La Guerre absolue
4. 1999 : De Staline à Kennedy

- 2000 : Morts pour Vichy, Perrin
- 2001 : Chantilly et Noyon dans l'histoire, préface du livre de Jean-Paul Besse,
- 2002 : L'Avorton de Dieu : une vie de Saint Paul, Librairie académique Perrin (prix Nouveau Cercle Interallié 2002)
- 2005 : Tous les personnages sont vrais, Perrin (prix Saint-Simon)
- 2006 : Le Duc d'Aumale, en collaboration avec Stéphane Bern et Éric Woerth
- 2007 : La Révolution de la Croix : Néron et les chrétiens, Perrin
- 2008 : Coup d'État à l'Élysée, Perrin
- 2010 : Dictionnaire amoureux de Alexandre Dumas, Plon
- 2015 : Fabuleux destins, Perrin
- 2017 : Histoires extraordinaires, Librairie académique Perrin (posthume)

### Télévision et radiodiffusion
- 1951 : La Tribune de l'Histoire,
- 1957-1966 : La caméra explore le temps, avec Stellio Lorenzi
- 1964 : Napoléon,
- 1964 : scénariste pour La caméra explore le temps (épisode : La Terreur et la Vertu) de Stellio Lorenzi
- 1967 : J'ai tué Raspoutine,
- 1968 : Les Rosenberg ne doivent pas mourir,
- 1969-1981 : Alain Decaux raconte,
- 1975-1976 : Histoire des Françaises,
- 1981-1985 : L'Histoire en question,
- 1985 : Victor Hugo,
- 1987 : Dorothée Show
- 1993-1994: Les archives fabuleuses de l'armée française, 
  - La légion étrangère
  - La France au temps des colonies

- 2009 : Deux mille ans d'Histoire, émission des 10 ans, 17 décembre 2009

### Spectacles
- 1975 : Le Cuirassé Potemkine (avec Robert Hossein),
- 1978 : Notre-Dame de Paris (avec Robert Hossein),
- 1984 : Un homme nommé Jésus  (avec Robert Hossein),
- 1987 : L'Affaire du courrier de Lyon (avec Robert Hossein),
- 1988 : La Liberté ou la Mort (avec Robert Hossein),
- 1993 : Je m'appelais Marie-Antoinette (avec André Castelot),
- 1999 : De Gaulle, celui qui a dit non (avec Alain Peyrefitte),
- 2006 : Ben Hur (avec Robert Hossein),